# 護國靈應王
護國靈應王，又名柴潭神，是中國河南省汝南縣的一個土地神。

## 信仰
護國靈應王是汝南城南三里的湖泊柴潭的湖神，柴潭是汝南城的天然城防屏障，1233年金哀宗為蒙古所逼，逃到蔡州，蒙古和宋圍困蔡州，宋軍挖開柴潭，將湖水排入汝水，突然雲霧遮住潭面，潭水暴漲一丈之多，1234年正月壬寅城破之前，金哀宗命參政張天綱祭祀柴潭神，封為護國靈應王。